# 高若·阿莉达·多劳
高若·阿莉达·多劳（匈牙利語：Gazsó Alida Dóra，2000年4月18日—），匈牙利女子皮划艇运动员，2023年欧洲运动会女子单人皮艇500米银牌得主和女子双人皮艇500米铜牌得主、2024年夏季奥林匹克运动会女子双人皮艇500米银牌得主和女子四人皮艇500米铜牌得主。